# First Kid
First Kid is een Amerikaanse komediefilm uit 1996.

## Verhaal
Agent Sam Simms werkt voor de United States Secret Service en is dus belast met de bescherming van het Witte Huis. Hij droomt echter van promotie om de persoonlijke lijfwacht van de president te worden. Simms maakt echter misbruik van zijn badge en staat op het punt om snel ontslagen te worden. Hij maakt echter indruk door snel te handelen in een zaak die veel media-aandacht kreeg waardoor hij de persoonlijke lijfwacht van de zoon van de president wordt. De tiener Luke Davenport is de zoon van president Paul Davenport en ziet zijn ouders hierdoor zelden. Hij groeit vervolgens op in een onbegrepen, rebelse tiener en pest voortdurend zijn persoonlijke lijfwachten weg. Simms is het volgende slachtoffer. Hij slaagt er echter in om bevriend te worden met Luke door soms weg te glippen naar een boksclub. Hij wordt echter op een keer betrapt en Simms wordt ontslagen. Nadat Luke zijn enige vriend kwijt is, loopt hij stiekem weg uit het witte huis naar een online vriend. Deze blijkt echter zijn vorige lijfwacht Woods te zijn die wraak wil daar hij door Luke ontslagen is. Simms spoort hem echter op en slaagt erin om Luke te redden door een kogel voor hem op te vangen. Vervolgens wordt Simms terug aangenomen en wordt hij gepromoveerd tot een persoonlijke lijfwacht van de president. Agent Simms realiseert zich echter dat zijn oude droombaan niet meer zijn huidige droombaan is en besluit dus om de persoonlijke lijfwacht van de zoon van de president te blijven.

## Rolverdeling
| Acteur              | Personage                                                 | Beschrijving                                  |
| ------------------- | --------------------------------------------------------- | --------------------------------------------- |
| David Sinbad Adkins | agent Sam Simms van de United States Secret Service(USSS) |                                               |
| Brock Pierce        | Luke Davenport                                            | zoon van de president van de Verenigde Staten |
| Blake Boyd          |                                                           | agent Dash van de USSS                        |
| Timothy Busfield    | agent Woods                                               | vorige lijfwacht van Luke                     |
| James Naughton      | Paul Davenport                                            | de President van de Verenigde Staten          |
| Art LaFleur         | Chief Morton                                              | baas van de USSS                              |
| Robert Guillaume    | agent Wilkes                                              | officier van de USSS en vriend van Simms      |
| Lisa Eichhorn       | Linda Davenport                                           | de first lady van de Verenigde Staten         |
| Erin Williby        | Katie Warren                                              | vriendin van Luke                             |
| Zachery Ty Bryan    | Rob MacArthur                                             | pestkop van Luke(school)                      |
| Bill Cobbs          | Speet                                                     | eigenaar van de boksclub                      |
| Bill Clinton        | zichzelf                                                  | cameo                                         |
| Sonny Bono          | zichzelf                                                  | cameo                                         |